# فيرنر ريختر
فيرنر ريختر (بالألمانية: Werner Richter)‏ هو عسكري ألماني، ولد في 21 أكتوبر 1893 في تسيتاو في ألمانيا، وتوفي في 3 يونيو 1944 في ريغا في لاتفيا.